# 香港語
香港語（ホンコンご、Hong Kong Cantonese）は、香港の住民により話されている広東語の方言である。
なお、香港の公用語は「中文」と「英文」である。詳細については、「香港」の言語の節を参照のこと。

## 概要
地元には「広東語」といわれているが、実際には中国広東省の方言（広州語）と微妙に違う。発音の区別は少ないが、使っている語彙は明らかに異なる。例えば、「授業が終わる」の香港語は「落堂（ロットォン）」で、広州語は「落課（ロッフォ）」という。バスの香港語は「巴士（バーシィ）」で、広州語は「公交車（ゴンガウチェ）」という。
香港語の特徴は、古い広東語に外来語（主にイギリスから）を加えること。その一方、広州は北京語の語彙を多く使うため、古い広東語とは全く異なる。

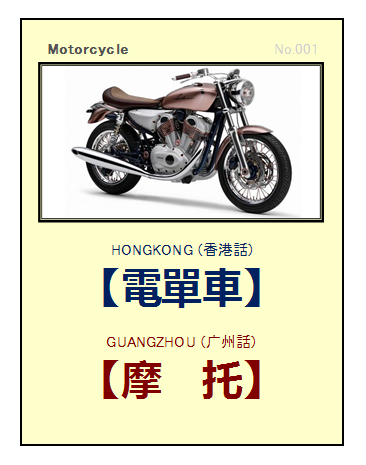
バイクの香港語

## 発音
香港語の発音は伝統的な広東語よりも「軟らかい」といわれている。実は声調の差異である。また、外来語を使うことにより、従来のない母音と子音の組み合わせが生じてきたという。
- /ʃəʊ/：
- /pl/：
- NとL：
- /en/：
- /eu/：
- /e/：